# Tim Wheeler (Psychologe)
Timothy Wheeler (* 1950) ist ein englischer Psychologe. Er leitete von 1998 bis 2019 die Universität Chester beziehungsweise deren Vorgängereinrichtung, das  University College Chester: von 1998 bis 2005 als Vorsteher (principal) des Colleges, von 2005 bis 2019 als Vizekanzler (vice-chancellor) der Universität.

## Leben und Wirken
Seine Ausbildung in Psychologie erfolgte an der Universität Bangor in Wales, wo er seine Ausbildung mit dem Doktorgrad in Psychologie abschloss.
Wheeler war in den 1970er Jahren Dozent für Psychologie and Kommunikation an der Sheffield Hallam Universität. Er wurde Dekan der Fakultät Kommunikation und Soziologie an der Universität Dublin und 1985 Professor und Direktor der Hochschule für Sozialforschung an der Robert Gordon Universität in Schottland.
Gleichzeitig war er zeitweilig Gastprofessor am St John’s College (Oxford), beziehungsweise Leiter der Abteilung Kommunikation und Medien an der Universität Bournemouth. Im Jahr 1991 erhielt er den Ruf an das Southampton Institut, dessen Direktor er 1997 wurde. 
Wheeler wurde 1998 zum Leiter des Universitäts-Kollegiums Chester berufen; seine Ernennung zum Vize-Chancellor und damit Rektor erfolgte 2005.
Seit seiner Tätigkeit als Rektor war er verantwortlich für den Kauf des früheren Kreisverwaltungsgebäudes (County Hall Chester) sowie der Angliederung der Kingsway High School durch die Universität Chester.
Er ist verheiratet und hat drei Töchter.

## Weitere Engagements
Weitere Tätigkeiten:
- Mitglied des Domkapitels der Chester Kathedrale
- Direktor des Diocesan Board of Education (Cheshire)
- Kurator des Cheshire Militärmuseums
- Vize-Präsident der North West Universitäts Vereinigung
- Mitglied des Regional Skills Board
- Mitglied der Cheshire & Warrington Economic Alliance
- Direktor der University of Chester Church of England Academy, Ellesmere Port
- Direktor der Health4 Work Limited
- Vorstandsmitglied des Anglo-European College of Chiropractic
- Vorstandsmitglied von Warrington 2000+
- Mitglied der Warrington Industrie und Handelskammer
- Mitglied der Chester and Nord Wales Chamber of Commerce
- Sitz im Council of Church Universities and Colleges
- Mitglied der South Cheshire College Corporation